# Ricchi e Poveri
Ricchi e Poveri (Bogați și săraci) este un grup muzical italian, originar din Genova, format în 1967.
Numărându-se printre cei mai de succes artiști italieni, cu peste 22 de milioane de discuri vândute, Richi e Poveri au produs o serie de hituri internaționale de-a lungul anilor '70 și '80. Printre acestea se numără La prima cosa bella, Che sarà, Sarà perché ti amo, Come vorrei, Mamma Maria și Voulez vous danser, unele dintre ele fiind alese ca teme pentru emisiuni de televiziune populare, precum Portobello. 
Au participat la 12 Festivaluri Sanremo, câștigând în 1985 cu piesa Se m'innamoro, și au reprezentat Italia la concursul Eurovision în 1978.

## Istorie

### Începuturi
Grupul s-a născut ca un cvartet polifonic, format din două voci masculine și două voci feminine, conform tradiției grupurilor vocale americane. În forma originală, trei din cei patru componenți erau de origine genoveză. Membrii inițiali au fost: Franco Gatti (Genova, 4 octombrie 1942 - Genova, 18 octombrie 2022); Angela Brambati (Genova, 20 octombrie 1947); Marina Occhiena (Genova, 19 martie 1950); și sardul Angelo Sotgiu (Trinità d'Agultu e Vignola, 22 februarie 1946). Cvartetul s-a remarcat prin stilul său vocal particular, bazat pe împletirea a patru voci diferite, respectiv bas, contralto, soprană și tenor.
Debutul grupului a avut loc la Cantagiro din 1968, cu piesa L'ultimo amore, un cover în limba italiană a melodiei Everlasting love a englezilor de la Love Affair (versurile în italiană sunt semnate de Mogol). În același an, a fost lansat primul lor 45 rpm, care conținea, pe lângă coverul menționat, și piesa Un amore così grande. Ulterior au înregistrat La mia libertà, un cover al unei melodii Bee Gees, tradus în italiană de mentorul lor, Franco Califano, care a devenit producătorul cvartetului. În 1969, au lansat un nou single, Si fa chiara la notte, care conținea pe verso piesa Era mercoledì, scrisă de Sotgiu și Gatti. Au început să fie chemați să cânte în diverse cluburi de noapte italiene foarte în vogă la acea vreme, cum ar fi La Mela din Napoli, Il Pomo din Ischia, Gallery din Milano și Piper din Roma.

### Succesul

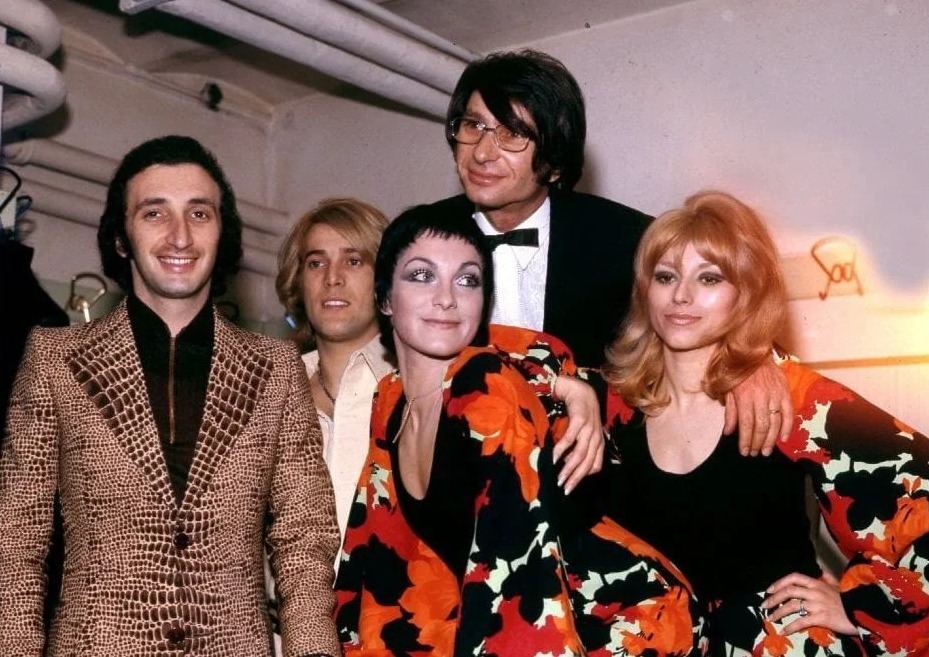
Ricchi e Poveri alături de Nicola Di Bari, 1970

În 1970, au participat pentru prima dată la Festivalul Italian de la Sanremo, luându-i locul lui Gianni Morandi cu o săptămână înainte de începerea festivalului, și s-au clasat pe locul al doilea, cântând, alături de Nicola Di Bari, piesa La prima cosa bella, primul lor succes real, conținut pe albumul care a purtat numele grupului, Ricchi e Poveri, lansat la casa de discuri a lui Edoardo Vianello, Apollo Records. Primul single lansat pentru această casă de discuri, chiar înainte de piesa Sanremo, a fost L'amore è una cosa meravigliosa. În același an, au mai lansat încă două discuri de 45 rpm, ambele extrase de pe același album ca și melodia de la Sanremo: In questa città, pe care au prezentat-o la Cantagiro, unde au reușit să câștige două etape, și la Festivalbar, terminând pe locul patru; și Primo sole primo fiore.
În 1971, au participat din nou la Festivalul de la Sanremo, clasându-se din nou pe locul al doilea cu Che sarà, interpretată în combinație cu José Feliciano. Cântecul a devenit sinonim succesului lor și, în plus, a fost considerat un clasic al muzicii italiene în lume.
În 1977, grupul a decis să aducă un omagiu țării lor natale, Liguria, și în special orașului Genova, înregistrând două single-uri în dialect genovez: o reinterpretare a clasicelor Ma se ghe penso, Piccon dagghe cianin și Chanson de Cheullia, compuse de Attilio Margutti și Mario Cappello; această din urmă melodie poartă ineditul Scigoa, scris de Augusto Martelli și Franco Franchi. În luna iulie a aceluiași an, au participat ca invitați de onoare la „Rally Canoro itinerante”, prezentat de Corrado, iar în septembrie au apărut la televiziune alături de surorile Goggi și Oreste Lionello într-o emisiune difuzată pe Programul Național, intitulată Stasera con voi. Se întorc în lumea publicității cu o reclamă pentru Recoaro.
În 1985, Ricchi e Poveri au câștigat Festivalul Cântecului Italian de la Sanremo cu Se m'innamoro, un alt cântec care le-a reconfirmat popularitatea. Acest premiu a fost urmat de Telegatti de argint, un disc de platină, și de premiul Medien pentru cele mai multe discuri vândute în Franța. Tot în această perioadă, Angelo a colaborat cu Massimiliano Pani la scrierea melodiei C'aggio a ffà, interpretată de Mina în piesa Finalmente ho conosciuto il conte Dracula....
Anul 1986 a fost, mai ales, anul turneului în Uniunea Sovietică, în care au primit 780.000 de oameni în 44 de concerte sold-out. Ulterior au plecat în turneu și în Australia. Franco Gatti s-a căsătorit în același an și a avut ulterior doi copii.
De-a lungul anilor, găsesc o apreciere tot mai mare din partea publicului est-european, astfel că au avut tot mai des concerte în Rusia, România, Polonia, Bulgaria, etc.

## Discografie

### Albume
- Ricchi e Poveri (1970)
- Amici miei (1971)
- Penso sorrido e canto (1974)
- RP2 (1975)
- Ricchi & Poveri (1976)
- I musicanti (1976)
- Questo amore (1978)
- La stagione dell'amore (1980)
- E penso a te (1981)[11]
- Mamma Maria (1982)
- Voulez-vous danser (1984)
- Dimmi quando (1985)
- Pubblicità (1987)
- Buona giornata e... (1990)
- Allegro italiano (1992)
- Parla col cuore (1999)
- Perdutamente amore (2012)
- ReuniON (2021)

### Cântece de la Sanremo
- 1970 – La prima cosa bella
- 1971 – Che sarà
- 1972 – Un diadema di ciliegie
- 1973 – Dolce frutto
- 1976 – Due storie di musicanti
- 1981 – Sarà perché ti amo
- 1985 – Se m'innamoro (câștigător)
- 1987 – Canzone d'amore
- 1988 – Nascerà Gesù
- 1989 – Chi voglio sei tu
- 1990 – Buona giornata
- 1992 – Così lontani